# Russische roebel
De Russische roebel (Russisch: российский рубль, rassiejskiej roebl) is de munteenheid van Rusland. De roebel was ook gedurende 74 jaar (1917-1991) de naam van de munteenheid van de Sovjet-Unie en voorheen van het Russische Keizerrijk. Sinds 1992 bestaan onafhankelijke roebels in Rusland en Wit-Rusland (zie Wit-Russische roebel).

## Munten en biljetten
Eén roebel bestaat uit 100 kopeken.

### Munten
De moderne roebel wordt uitgegeven door de Centrale Bank van Rusland. Er zijn munten van 25 roebel (vier versies t.g.v. Sotsji 2014), 10 roebel, 5 roebel, 2 roebel, 1 roebel, 50 kopeken, 10 kopeken, 5 kopeken en 1 kopeke. Ongeveer 50% van de Russische munten worden in de Munt van Moskou geslagen, de andere helft in de Munt van Sint-Petersburg. De munten van 1 en 5 kopeke zijn buiten omloop gesteld en de munten van 10 en 50 kopeken worden zelden gebruikt. Er zijn tevens twee typen 10 roebelmunten in omloop: het ene type 10 roebelmunt is geslagen in bi-metaal, vergelijkbaar met de 1 en 2 euromunten. Het andere type wordt geslagen in vermessingd staal en is 5 millimeter kleiner dan de bi-metalen 10 roebelmunt. De bi-metalen 10 roebelmunten zijn doorgaans herdenkingsmunten en komen veel minder in omloop.

### Biljetten
Er zijn bankbiljetten van de volgende waarden:
- 10 roebel (komt tegenwoordig zelden voor)
- 50 roebel
- 100 roebel
- 200 roebel
- 500 roebel
- 1000 roebel
- 2000 roebel
- 5000 roebel

Op roebelbiljetten staan onder meer de woorden Biljet Banka Rossii gedrukt.

## Symbool

Officiële teken van de Russische roebel goedgekeurd door Bank Rossii op 11 december 2013.

Sinds december 2013 heeft de roebel een officieel teken. Het teken is te omschrijven als een cyrillische letter "Р" (/r/) met een liggend streepje. De bank selecteerde eerder vijf symbolen en via internet mocht de Russische bevolking haar voorkeur geven. Bank Rossii koos uiteindelijk uit deze kandidaat-symbolen. Vanaf 2014 verscheen het teken op muntgeld.

## Geschiedenis
Het woord "roebel" komt uit het Russische werkwoord "roebietj" (hakken). In de 13e eeuw werd in een van de grootste Russische steden, Novgorod, een grivna gebruikt als een soort munt (dit is nu de munteenheid van Oekraïne). Een grivna was gewoon een baar zilver van ongeveer 200 gram. Die was te kostbaar en werd vaak in tweeën gehakt: iedere helft was een "roebel": een afhaksel.
In de 15e eeuw begon men in Rusland echte munten van zilver te slaan. Kleine munten heetten "denga" (geld) en "kopejka" ("speertje", dit heeft te maken met het feit dat de afbeelding op de "kopejka" de afbeelding is van Sint Joris die de draak verslaat met een speer), de roebel was toen 100 kleine munten waard. In de 16e eeuw was 1 roebel gelijk aan 100 kopeken of 200 denga.
In 1704 heeft Peter de Grote de roebel gestandaardiseerd als een zilveren munt van 28 gram. Af en toe werden er ook roebels van koper of goud geslagen.
Van 1769 tot 1849 bestonden "zilveren roebels" en "roebels banknoten", ze werden allebei "roebel" genoemd, maar hun waarde kon onderling verschillen. Sinds 1897 was de waarde van de roebel aan het goud gekoppeld (0,774235 gram). De roebel had toen een waarde van 1,28 Nederlandse gulden of 2,67 Belgische of Franse frank.
De eerste roebel van de Sovjet-Unie werd in 1919 gedrukt als een bankbiljet. Na de hervorming van 1961 werd de nieuwe roebel (ter waarde van 10 oude roebels) officieel gelijkgesteld aan 0,987412 gram goud, maar het was niet mogelijk om de munten te ruilen voor goud. Nu bestaat er helemaal geen verband meer tussen de roebel en goud (de zg. goudstandaard).
In 1992 werd de Sovjet roebel (code: SUR) vervangen door de Russische roebel (code: RUR). Deze omwisseling had geen waardeverandering tot gevolg, want 1 SUR=1 RUR. Op 1 januari 1998 werd er, na een decennium van hyperinflatie, een nieuwe roebel ingevoerd. Hierbij is 1 nieuwe roebel gelijk aan 1000 oude roebels. Deze nieuwe roebel kregen de ISO-aanduiding RUB.

## Geschiedenis aan de hand van bankbiljetten
|      | \| Jaar \| Waarde \| Voorkant \| Achterkant \| \| ---- \| ---------- \| -------- \| ---------- \| \| 1898 \| 1 roebel \| \| \| \| 1905 \| 3 roebel \| \| \| \| 1912 \| 500 roebel \| \| \| \| 1917 \| 250 roebel \| \| \| \| 1922 \| 25 roebel \| \| \| \| 1961 \| 5 roebel \| \| \| |          |            |
| Jaar | Waarde | Voorkant | Achterkant |
| 1898 | 1 roebel |          |            |
| 1905 | 3 roebel |          |            |
| 1912 | 500 roebel |          |            |
| 1917 | 250 roebel |          |            |
| 1922 | 25 roebel |          |            |
| 1961 | 5 roebel |          |            |

Een ideale manier om de monetaire stappen van Rusland en de Sovjet-Unie in beeld te brengen, is de vergelijking van verschillende biljetten. Door de geschiedenis heen drukte Rusland (op zichzelf of in de hoedanigheid van de Sovjet-Unie) verschillende generaties biljetten. Zij vormen unieke tijdsdocumenten van de geest waarin ze getekend en gedrukt zijn, en verraden door subtiele details (bijvoorbeeld de handtekening van de schatbewaarder, de waarde, het lettertype, de kleurencombinatie) een heel verhaal over hun context en achterliggende ideologie. In wat volgt wordt een overzicht gegeven van de verschillende biljetten, met uiteraard afbeeldingen als voorbeeld.
In de tijd van de tsaren (tot 1917) drukte men grote geldbrieven, met vermelding van het wapen van de Romanovs. De rechts afgebeelde biljetten van één en drie roebel zijn overdadig versierd, en dragen allebei het wapen van de tsaren.
In 1917 vond de Oktoberrevolutie plaats, en de tsaren werden afgezet. Dit had ook een effect voor het geldsysteem. Op rechts afgebeeld biljet van 250 roebel uit 1917 is nog wel de adelaar aanwezig, maar niet meer het volledige wapen van de Romanovs, en is de adelaar symbolisch 'ontkroond'. Merk wel op dat op dit biljet nog geen sprake is van het symbool van de Sovjets. Kenmerkend voor deze vroege Sovjetbiljetten is hun hoge waarde in vergelijking met vroeger. Waar de tsaren enkele roebels op grote brieven drukten, is de roebel nu dermate in waarde gezakt dat een even groot biljet 250 keer meer roebels waard is.
Op volgend voorbeeld, een biljet van 25 roebel uit 1922 is voor het eerst sprake van het Sovjetembleem. Wel nog zeer subtiel, maar toch merkbaar zijn op de voorkant van het biljet bovenaan hamer en sikkel aangebracht. Ook pas nu, en niet al in 1917, is uit de handtekeningen af te leiden dat ook de posten van gouverneur en schatbewaarder door nieuwe - waarschijnlijk communistisch gezinde - heren bezet worden. Op deze manier is het biljet van 1922 een mooi tijdsdocument dat de veranderingen en hervormingen in de prille Sovjetstaat op subtiele wijze laat merken.
Zoals gezegd werd het monetaire systeem in Rusland in 1961 hervormd. Volgend voorbeeld stamt uit deze tijd, en vertoont duidelijk kenmerken van de Sovjetgeest. Het biljet van 5 roebel uit 1961 draagt duidelijk hamer en sikkel op een prominente en zeer zichtbare plaats. Op de achterkant echter, is wat anders te merken. Hier werd immers een zeer duidelijke verwijzing gemaakt naar het biljet van vijf roebel uit de tsarentijd. Vergelijk deze achterkant met het biljet van drie roebel hierboven. In kleurgebruik, compositie en stijl zijn de overeenkomsten niet te ontkennen.
Vandaag de dag gebruikt Rusland nog steeds de roebel, maar in herwerkte versie. Hierboven werd reeds vermeld dat de Russische Federatie in 1998 een hervorming doorvoerde, om de hyperinflatie in te dijken en de roebel en hernieuwde kracht te geven. Het laatste biljetvoorbeeld stamt van voor deze hervorming, maar toont al de post-sovjetgeest van het 'nieuwe Rusland'. Wel zijn de tekenen van de inflatie duidelijk af te lezen. Het biljet is vijfduizend roebel waard, terwijl de voorgangers uit de Communistische periode slechts een fractie van deze waarde bezaten.

## Wisselkoers
Medio 1990 was de wisselkoers ongeveer US$ 1,60 voor één 1 roebel, maar tegen tegen het einde van het jaar was dit gedaald naar zo'n US$ 0,25 ofwel één dollar was gelijk aan vier roebels. Nog een jaar later was de koers verder gedaald naar 160 roebels/dollar. De handel in vreemde valuta was officieus, maar vanaf 1 juli 1992 werd het wel officieel mogelijk de roebel in buitenlandse valuta om te wisselen. De wisselkoers werd een maand vrijgelaten en in deze maand werd een evenwichtsprijs tussen vraag een aanbod gezocht. Vanaf 1 augustus 1992 is de wisselkoers vastgepind en de roebel kon binnen een bandbreedte van 7,5%, naar boven en naar beneden, fluctueren.
Op 10 november 2014 besloot de Centrale Bank van Rusland de koers van de roebel los te laten. Sinds het begin van het jaar is de roebel zo’n 30% in waarde gedaald versus de Amerikaanse dollar vanwege de dalende olieprijzen en de sancties als gevolg van de invasie in Oekraïne. De centrale bank zal niet langer interveniëren om de koers van de roebel binnen een 9 roebel bandbreedte te houden versus een valutamandje van de dollar en euro.
| Jaar | versus Amerikaanse dollar | versus euro |
| ---- | ------------------------- | ----------- |
| 1998 | 9,8                       |             |
| 2000 | 28,1                      | 26,0        |
| 2005 | 27,2                      | 35,2        |
| 2006 | 27,1                      | 34,1        |
| 2007 | 25,6                      | 35,0        |
| 2008 | 24,8                      | 36,5        |
| 2009 | 31,7                      | 44,2        |
| 2010 | 30,4                      | 40,2        |
| 2011 | 29,4                      | 40,9        |
| 2012 | 31,1                      | 39,9        |
| 2013 | 31,9                      | 42,4        |
| 2014 | 38,6                      | 51,0        |
| 2015 | 61,3                      | 67,8        |
| 2016 | 67,0                      | 74,2        |
| 2017 | 58,4                      | 65,9        |
| 2018 | 62,7                      | 73,9        |
| 2019 | 64,7                      | 72,5        |
| 2020 | 72,1                      | 82,7        |
| 2021 | 73,7                      | 87,2        |
| 2022 | 69,8                      | 74,0        |
| 2023 | 85,5                      | 92,5        |
| 2024 | 92,8                      | 100,4       |